# L.M.L.
L.M.L. е пети студиен албум на украинската поп-група ВИА Гра. Издаден е на 13 септември 2007 г.

## Обща информация
„L.M.L.“ е втори албум, записан на английски език, като отново вместо ВИА Гра, на обложката е изписано Nu Virgos. Издаден е на 13 септември 2007 г. в Русия и на 19 септември в Азия. Автор на песните е Константин Меладзе.

## Състав
- Надежда Грановская – вокали
- Албина Джанабаева – вокали
- Вера Брежнева – вокали
- Олга Романовская – вокали

## Песни
| 1.  | L.M.L.                                  | 4:09 |
| 2.  | Tell Me Lie                             | 4:20 |
| 3.  | Thunderstorm                            | 3:22 |
| 4.  | Diamonds                                | 3:27 |
| 5.  | Take You Back (албумна версия)          | 4:00 |
| 6.  | HuMENology                              | 3:45 |
| 7.  | No Joy & No Sorrow                      | 3:00 |
| 8.  | Director                                | 3:58 |
| 9.  | My Beloved                              | 3:23 |
| 10. | I Don't Wanna Man (с участието на TNMK) | 3:43 |